# Jesús de Machaca (La Paz)
Jesús de Machaca ist eine Ortschaft im Departamento La Paz im südamerikanischen Anden-Staat Bolivien.

## Lage im Nahraum
Jesús de Machaca ist zentraler Ort Municipios Jesús de Machaca in der Provinz Ingavi. Jesús de Machaca liegt auf einer Höhe von 3868 m zwanzig Kilometer südlich des Titicacasees am westlichen Rand der Flussebene des Río Desaguadero, auf halbem Wege zwischen Nazacara und Desaguadero. Nordöstlich von Jesús de Machaca verläuft ein langgezogener Höhenrücken, der sich bis auf eine Höhe von 4830 m erhebt.

## Geographie
Jesús de Machaca liegt zwischen den Gebirgsketten der Cordillera Oriental im Westen und der Cordillera Central im Osten in dem andinen Trockenklima des Altiplano. Die Region weist ein ausgeprägtes Tageszeitenklima auf, bei dem die täglichen Temperaturschwankungen stärker ausfallen als die mittleren jahreszeitlichen Schwankungen.
Die mittlere Durchschnittstemperatur liegt bei 7 °C (siehe Klimadiagramm Comanche), die Monatswerte schwanken nur unwesentlich zwischen 4 °C im Juni/Juli und knapp 9 °C im November/Dezember. Der mittlere Jahresniederschlag beträgt etwa 550 mm, die Monatsniederschläge liegen zwischen unter 10 mm von Mai bis Juli und bei 100 bis 150 mm im Januar und Februar.

## Verkehrsnetz
Jesús de Machaca liegt in einer Entfernung von 114 Straßenkilometern südwestlich von La Paz, der Hauptstadt des Departamentos.
Von La Paz führt die asphaltierte Nationalstraße Ruta 2 in westlicher Richtung nach El Alto, von dort die Ruta 19 weitere 23 Kilometer nach Südwesten bis Viacha. Hier zweigt die unbefestigte Ruta 43 in südwestlicher Richtung ab, von der nach 43 Kilometern eine Landstraße in westlicher Richtung abzweigt und nach weiteren 24 Kilometern Jesús de Machaca erreicht. Von dort aus führt die Straße weiter über Corpa nach Desaguadero am Südufer des Titicacasees.

## Massaker von 1921
Am 12. März 1921 kam es zu einem Einsatz des Militärs, bei dem mehrere Einwohner, darunter Frauen und Kinder, getötet und mehr als 100 Häuser zerstört wurden. Der Einsatz war eine Reaktion auf gewaltsame Proteste der örtlichen Bevölkerung, bei denen ein Behördenvertreter, dem Machtmissbrauch vorgeworfen wurde, und Familienangehörige von ihm getötet wurden. Die Ereignisse führten zu einem fluchtartigen Verlassen des Gebiets durch viele Einwohner.

## Bevölkerung
Die Einwohnerzahl der Ortschaft ist in den beiden Jahrzehnten zwischen den letzten Volkszählungen auf fast das Dreifache angestiegen:
| Jahr | Einwohner | Quelle       |
| ---- | --------- | ------------ |
| 1992 | 211       | Volkszählung |
| 2001 | 396       | Volkszählung |
| 2012 | 604       | Volkszählung |
| 2024 |           | Volkszählung |

Die Region weist einen hohen Anteil an Aymara-Bevölkerung auf, im Municipio Jesús de Machaca sprechen 97,2 Prozent der Bevölkerung Aymara.